# SS18
SS18 (англ. SS18, nBAF chromatin remodeling complex subunit) – білок, який кодується однойменним геном, розташованим у людей на короткому плечі 18-ї хромосоми. Довжина поліпептидного ланцюга білка становить 418 амінокислот, а молекулярна маса — 45 929.
| 10         |  | 20         |  | 30         |  | 40         |  | 50         |
| ---------- |  | ---------- |  | ---------- |  | ---------- |  | ---------- |
| MSVAFAAPRQ |  | RGKGEITPAA |  | IQKMLDDNNH |  | LIQCIMDSQN |  | KGKTSECSQY |
| QQMLHTNLVY |  | LATIADSNQN |  | MQSLLPAPPT |  | QNMPMGPGGM |  | NQSGPPPPPR |
| SHNMPSDGMV |  | GGGPPAPHMQ |  | NQMNGQMPGP |  | NHMPMQGPGP |  | NQLNMTNSSM |
| NMPSSSHGSM |  | GGYNHSVPSS |  | QSMPVQNQMT |  | MSQGQPMGNY |  | GPRPNMSMQP |
| NQGPMMHQQP |  | PSQQYNMPQG |  | GGQHYQGQQP |  | PMGMMGQVNQ |  | GNHMMGQRQI |
| PPYRPPQQGP |  | PQQYSGQEDY |  | YGDQYSHGGQ |  | GPPEGMNQQY |  | YPDGHNDYGY |
| QQPSYPEQGY |  | DRPYEDSSQH |  | YYEGGNSQYG |  | QQQDAYQGPP |  | PQQGYPPQQQ |
| QYPGQQGYPG |  | QQQGYGPSQG |  | GPGPQYPNYP |  | QGQGQQYGGY |  | RPTQPGPPQP |
| PQQRPYGYDQ |  | GQYGNYQQ   |  |            |  |            |  |            |

A: Аланін

C: Цистеїн

D: Аспарагінова кислота

E: Глутамінова кислота

F: Фенілаланін

G: Гліцин

H: Гістидин

I: Ізолейцин

K: Лізин

L: Лейцин

M: Метіонін

N: Аспарагін

P: Пролін

Q: Глутамін

R: Аргінін

S: Серин

T: Треонін

V: Валін

Кодований геном білок за функцією належить до активаторів. 
Задіяний у таких біологічних процесах, як транскрипція, регуляція транскрипції, ацетилювання, альтернативний сплайсинг. 
Локалізований у ядрі.